# ヌルスルタン1駅
ヌルスルタン1駅（カザフ語: Нұр-Сұлтан-1 станциясының）は、カザフスタンの首都アスタナにある鉄道駅である。

## 沿革
1929年にアスモリンクスまでの線路が開通し、1931年にアスモリンクス駅が正式に開業した。都市の改称に合わせて1962年にツェリノグラード駅、2001年にアスタナ駅と改称された。2019年にはアスタナ1駅（カザフ語: Астана-1 станциясының）からヌルスルタン1駅に改称された。

## 列車
ヌルスルタン1駅は南北方向に伸びるカザフスタン縦断鉄道（ペトロパブル - シュ - アルマトイ・タシュケント）と東西方向に伸びる南シベリア鉄道（マグニトゴルスク - パヴロダル - タイシェト）が交差する場所にある。国内外からの列車が多数発着する。
- 国内列車：アルマトイ、コスタナイ、パヴロダル、アクトベ、カラガンダ、コクシェタウ

- 国際列車
  - ロシア・ウクライナ方面：モスクワ、サンクトペテルブルク、ノヴォクズネツク、オムスク、キエフ
  - 中央アジア諸国間：ビシュケク、タシュケント
  - 中国方面：ウルムチ（K9797/9798次列車）